# أفدينا (محمية)
أفدينا هي محمية تقع في دوجوا تيمبيان وريديا في إقليم تيغراي في إثيوبيا. المنطقة محمية منذ عام 2008 من قبل المجتمع المحلي.

## الجدول الزمني
- 2008: تأسست كمحمية من قبل المجتمع
- 2017: دُعمت من مشروع أشجار إثيو

## الإدارة

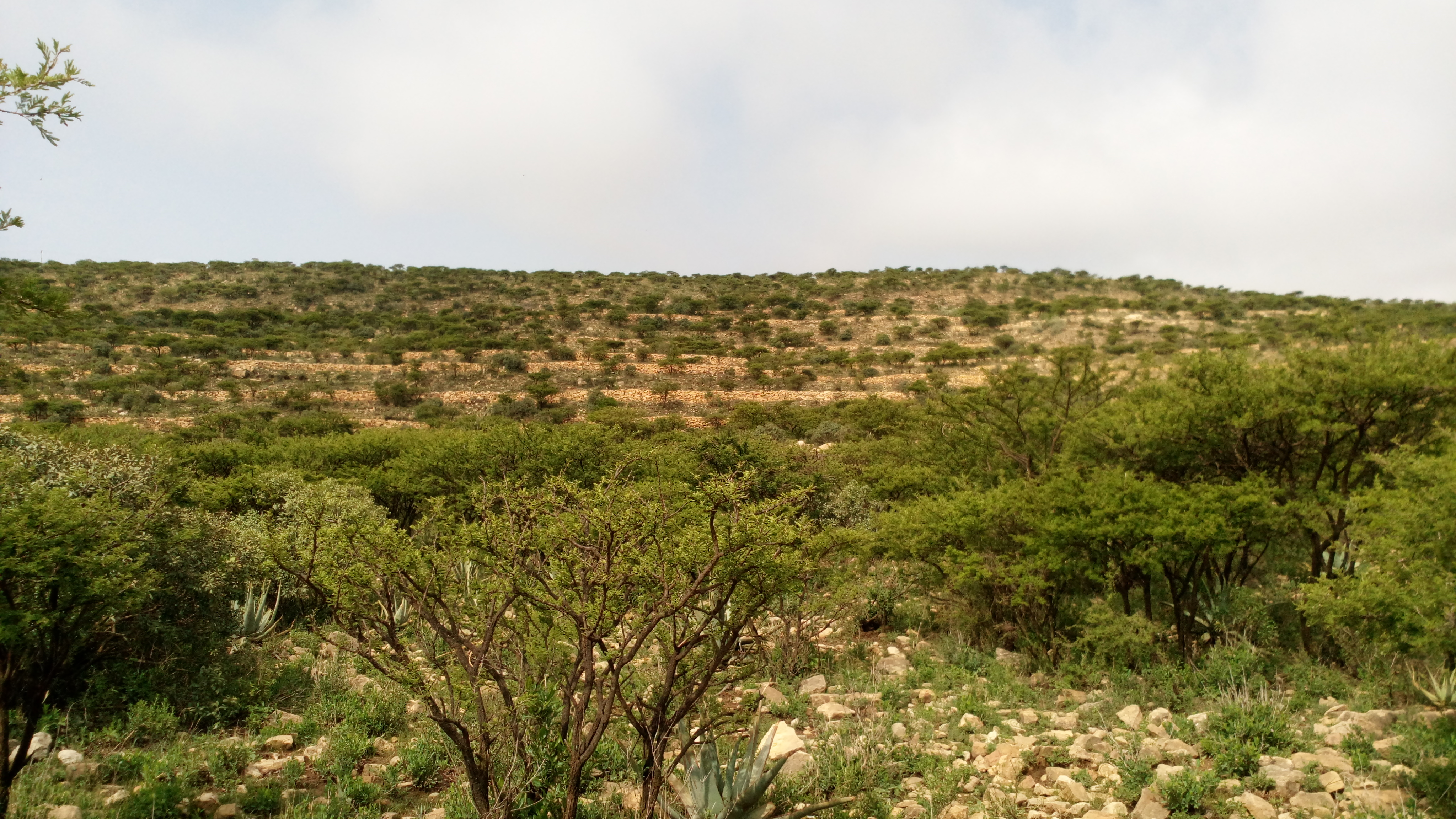
نظرة عامة على محمية أفدينا

كقاعدة عامة لا يسمح بتربية المواشي وحصاد الأخشاب. يتم حصاد الأعشاب مرة واحدة سنويًا ونقلها إلى مساكن القرية لإطعام الماشية. يتم الحفاظ على التربة والمياه لتعزيز الترشيح ونمو النباتات. هناك ثلاثة حراس لحماية المحمية. أظهرت الملاحظات الميدانية أنه مع ذلك حدث بعض الرعي غير القانوني في المحمية في عام 2018.

## الخصائص البيئية
- المساحة: 70 هكتار
- متوسط ميل الانحدار: 25٪
- المظهر: المحمية موجهة نحو الشمال الشرقي والشرق

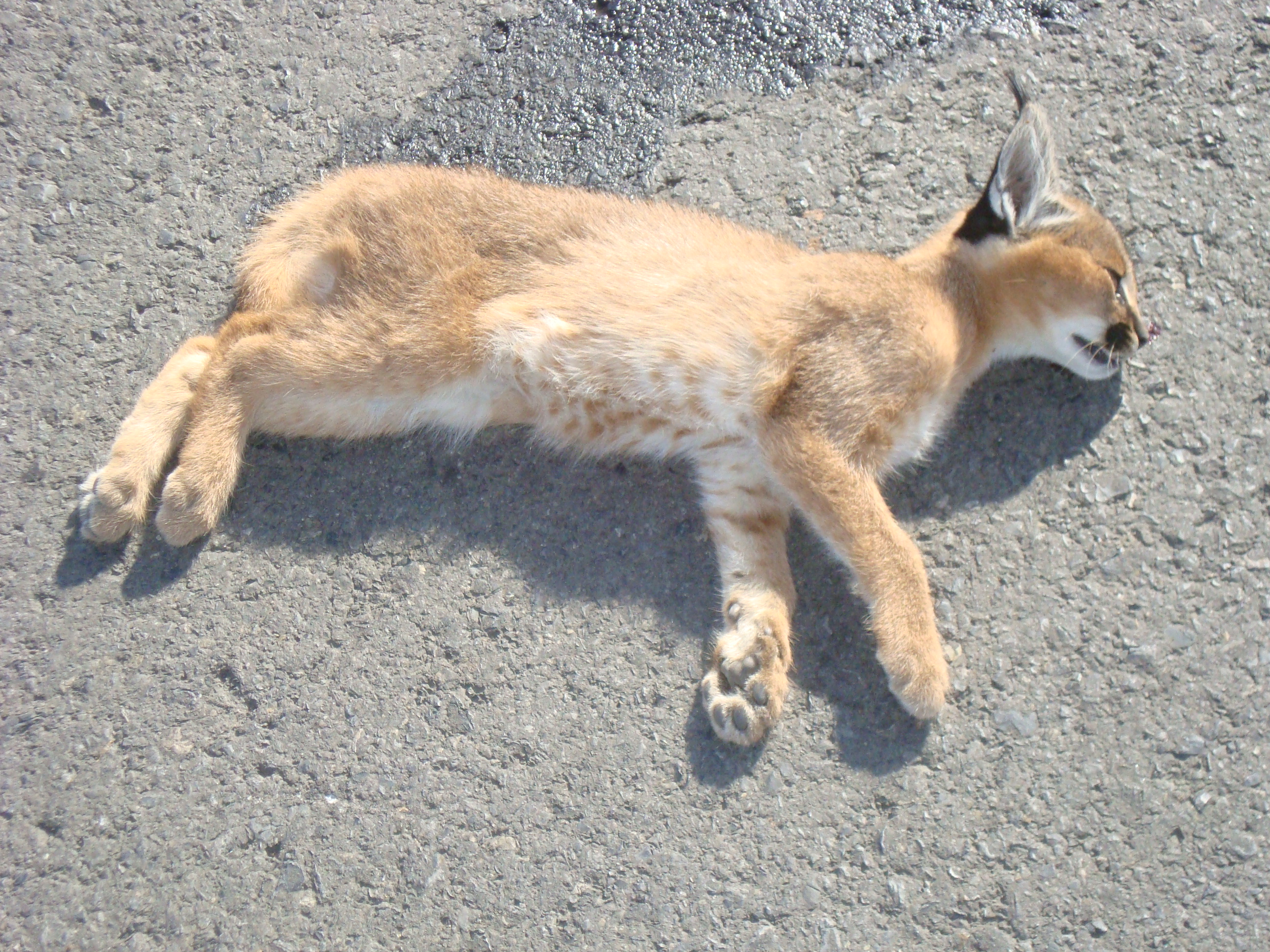
كراكال مقتول في الطريق في أفدينا

- الارتفاع الأدنى: 2068 متر
- الارتفاع الأقصى: 2232 متر
- علم الصخر: الحجر الجيري أنتالو

## التنوع البيولوجي
مع نمو الغطاء النباتي تحسن التنوع البيولوجي في المحمية بشكل كبير: هناك المزيد من النباتات المتنوعة والحياة البرية. كثيرًا ما يُرى على طول الطريق الرئيسي الذي يعبر من المحمية الوشق وابن آوى والدجاح الغيني.

## فوائد للمجتمع
لها فوائد مباشرة للمجتمع:
- تحسين توافر المياه الجوفية
- إنتاج العسل
- مُحسِّن المناخ (درجة الحرارة والرطوبة)
- يتم اعتماد الكربون المحبوس (بإجمالي 66 طنًا للهكتار، والذي يتم عزله بشكل كبير في التربة، بالإضافة إلى الغطاء النباتي الخشبي)[1] باستخدام معيار الكربون الطوعي (تعويض الكربون)[3] وبعد ذلك يتم بيع أرصدة الكربون
- ثم يتم إعادة استثمار الإيرادات في القرية وفقًا لأولويات المجتمعات المحلية، ولا سيما بناء الفصول الدراسية لمدرسة أفدينا.[4]

## روابط خارجية
- موقع مشروع أشجار إثيو
- لينك لمشروعات الغابات